# マドゥ (俳優)
マドゥ（Madhu、1933年9月23日 - ）は、インドのマラヤーラム語映画で活動する俳優、映画監督、映画プロデューサー。1960年代から1980年代にかけて主演俳優として人気を集め、50年以上のキャリアを通して400本以上の映画に出演した。長年にわたるマラヤーラム語映画界への貢献を認められ、2004年にケララ州政府からJ・C・ダニエル賞を授与され、2013年にはインド政府からパドマ・シュリー勲章を授与されている。また、以前は映画会社ウマ・スタジオを所有していたほか、インド人民劇場協会のケララ州支部長を務めていた。

## 生い立ち
1933年9月23日にトラヴァンコール藩王国のゴウリーサパトムで生まれた。父のR・パラメーシュワランはパドマナーバプラム出身でティルヴァナンタプラム市長を務めた人物であり、母のタンカンマは主婦である。また、マドゥには姉妹が4人いる。彼は4年生までクンヌクリ・L・P・スクールで初等教育を受け、シュリー・ムーラ・ヴィラサム公立学校で5年生の課程を修了後、ペッタ中等学校に進学して1年生から3年生まで過ごし、セント・ジョゼフ高等学校で4年生から6年生まで過ごした。その後、マハトマ・ガンディー大学に進学して学位を取得し、ケララ大学のユニバーシティ・カレッジでヒンディー語を専攻している。さらに、ヴァーラーナシー・ヒンドゥー大学でもヒンディー語を専攻して学位を取得している。

## キャリア

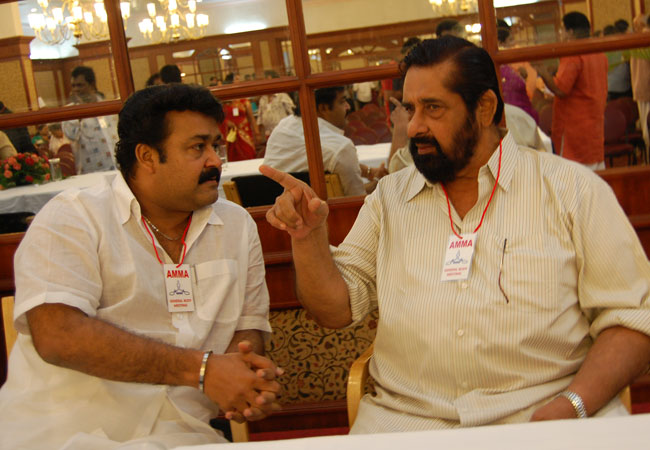
マラヤーラム映画芸術家協会の年次総会に出席するモーハンラールとマドゥ（2008年）

大学卒業後は南トラヴァンコール大学のヒンディー語学講師を務めた後、ナーガルコーイルのスコット・クリスチャン大学の講師を務めた。同時期に新聞広告で国立演劇学校の受講募集を目にしたマドゥは同校の演技コースを受講し、そこで出会ったラーム・カリアットから『Moodupadam』への出演を打診された。演技コースを修了後、彼はラーム・カリアットのスクリーン・テストを受けるためマドラスに向かい、1963年に『Ninamaninja Kalpadukal』で俳優デビューを果たした。同作では祖国を守るために戦場で命を懸けるインド陸軍の軍人スティーヴン役を演じ、観客から好評を博した。その後、ラーム・カリアットの『Moodupadam』に出演し、1966年には国家映画賞 全インド長編映画部門大統領金賞を受賞した『Chemmeen』に出演した。マドゥはプレーム・ナジールやサティヤンが人気を集めていた時期にマラヤーラム語映画界に進み、彼らとは異なるスタイルの主演俳優として台頭した。初期の代表作には『Bhargavi Nilayam』『Udhyogastha』『Virunnukari』『Veettumrugam』がある。彼は商業映画を中心に活動する一方でパラレル映画でも活動しており、アドゥール・ゴーパーラクリシュナンの『Swayamvaram』、P・N・メーノーンの『Olavum Theeravum』に出演している。
俳優業のかたわら監督としても活動し、1970年に手掛けた監督デビュー作『Priya』でケララ州映画賞 第2位作品賞を受賞しており、これ以降『Sindooracheppu』『Manya Shree Vishwamitran』『Neelakannukal』『Akkaldaama』『Kaamam Krodham Moham』『Theekkadal』『Dheerasameere Yamuna Theere』『Aaradhane』『Oru Yugasandhya』『Udayam Padinjaru』など12本の映画で監督を務めたほか、『Kaithappoo』『Asthamayam』『Shudhi Kalasham』『Prabhaathasandhya』『Vaiki Vanna Vasantham』『Archana Teacher』『Gruhalakshmi』『Njan Ekananu』『Rathilayam』『Mini』など15本の映画をプロデュースしている。マラヤーラム語映画のほかにヒンディー語映画（『Saat Hindustani』『Chakachak』『Maiyya』）、タミル語映画（『ダルマドゥライ 踊る!鋼の男』『Oru Ponnu Oru Paiyan』『Bharatha Vilas』）にも出演している。

## 家族
マドゥはジャヤーラクシュミと結婚していたが、2014年に死別している。また、彼女との間に娘ウマをもうけた。

## 受賞歴
| 年                                | 部門                             | 作品                                 | 結果 | 出典   |
| 栄典                              | 栄典                             | 栄典                                 | 栄典 | 栄典   |
| --------------------------------- | -------------------------------- | ------------------------------------ | ---- | ------ |
| 2013年                            | パドマ・シュリー勲章             | N/A                                  | 受賞 | [ 16 ] |
| 国家映画賞                        |                                  |                                      |      |        |
| 1996年                            | 家族福祉に関する映画賞           | 『Mini』                             | 受賞 | [ 17 ] |
| フィルムフェア賞 南インド映画部門 |                                  |                                      |      |        |
| 1973年                            | マラヤーラム語映画部門主演男優賞 | 『Swayamvaram』                      | 受賞 | [ 18 ] |
| 1977年                            | マラヤーラム語映画部門主演男優賞 | 『Theekkanal』                       | 受賞 | [ 19 ] |
| 1978年                            | マラヤーラム語映画部門主演男優賞 | 『Yuddha Kaandam』                   | 受賞 | [ 20 ] |
| 1995年                            | 生涯功労賞                       | N/A                                  | 受賞 | [ 21 ] |
| ケララ州映画賞                    |                                  |                                      |      |        |
| 1970年                            | 第2位作品賞                      | 『Priya』                            | 受賞 | [ 3 ]  |
| 1971年                            | 第2位作品賞                      | 『Sindooracheppu』                   | 受賞 |        |
| 1992年                            | 審査員特別賞                     | 『Kudumbasametham』                  | 受賞 |        |
| 1995年                            | 児童映画賞                       | 『Mini』                             | 受賞 |        |
| 2004年                            | J・C・ダニエル賞                 | N/A                                  | 受賞 | [ 3 ]  |
| ケララ映画批評家協会賞            |                                  |                                      |      |        |
| 1977年                            | 主演男優賞                       | 『Yuddha Kandam』                    | 受賞 | [ 22 ] |
| 1977年                            | 主演男優賞                       | 『Itha Ivide Vare』                  | 受賞 | [ 22 ] |
| 1979年                            | 主演男優賞                       | 『Edavazhiyile Poocha Minda Poocha』 | 受賞 | [ 22 ] |
| 1994年                            | チャラチトラ・ラトナム賞         | N/A                                  | 受賞 | [ 23 ] |
| アジアネット映画賞                |                                  |                                      |      |        |
| 2002年                            | 生涯功労賞                       | N/A                                  | 受賞 |        |